# Charles R. Johnson
Pour les articles homonymes, voir Johnson et Charles Johnson.
Œuvres principales
- Le Passager

Compléments
Académie américaine des arts et des sciences
Charles Richard Johnson, né le 23 avril 1948 à Evanston dans l’Illinois, est un écrivain américain.

## Biographie
Il obtient le National Book Award en 1990 pour Middle Passage (Le Passager).

## Œuvres traduites en français

### Romans
- Le Conte du bouvier [« Oxherding Tale »], trad. d’Hélène Devaux-Minié, Paris, Éditions Flammarion, 1985, 237 p.  (ISBN 2-08-064847-0)
- Le Passager [« Middle Passage »], trad. de Jean-Pierre Quijano, Paris, Éditions JC Lattès, 1991, 276 p.  (ISBN 2-7096-1059-0)

### Essais
- I Have a Dream : La Biographie en image de Martin Luther King (avec des photographies de Bob Adelman), trad. de Gisèle Pierson, Paris, Éditions La Martinière, 2003, 287 p.  (ISBN 2-73-242979-1)
- Mes yeux ont vu : La cause des Noirs américains, un combat pour la liberté (avec des photographies de Bob Adelman), trad. de Cédric Perdereau, Paris, Éditions La Martinière, 2008, 196 p.  (ISBN 2-73-243773-5)